# بزرگی
بزرگی می‌تواند به موارد زیر اشاره کند:
- جعفر بزرگی، خواننده و بازیگر سینما و تلویزیون ایران
- قدرت‌الله بزرگی، کارگردان ایرانی